# Sław Krzemień-Ojak

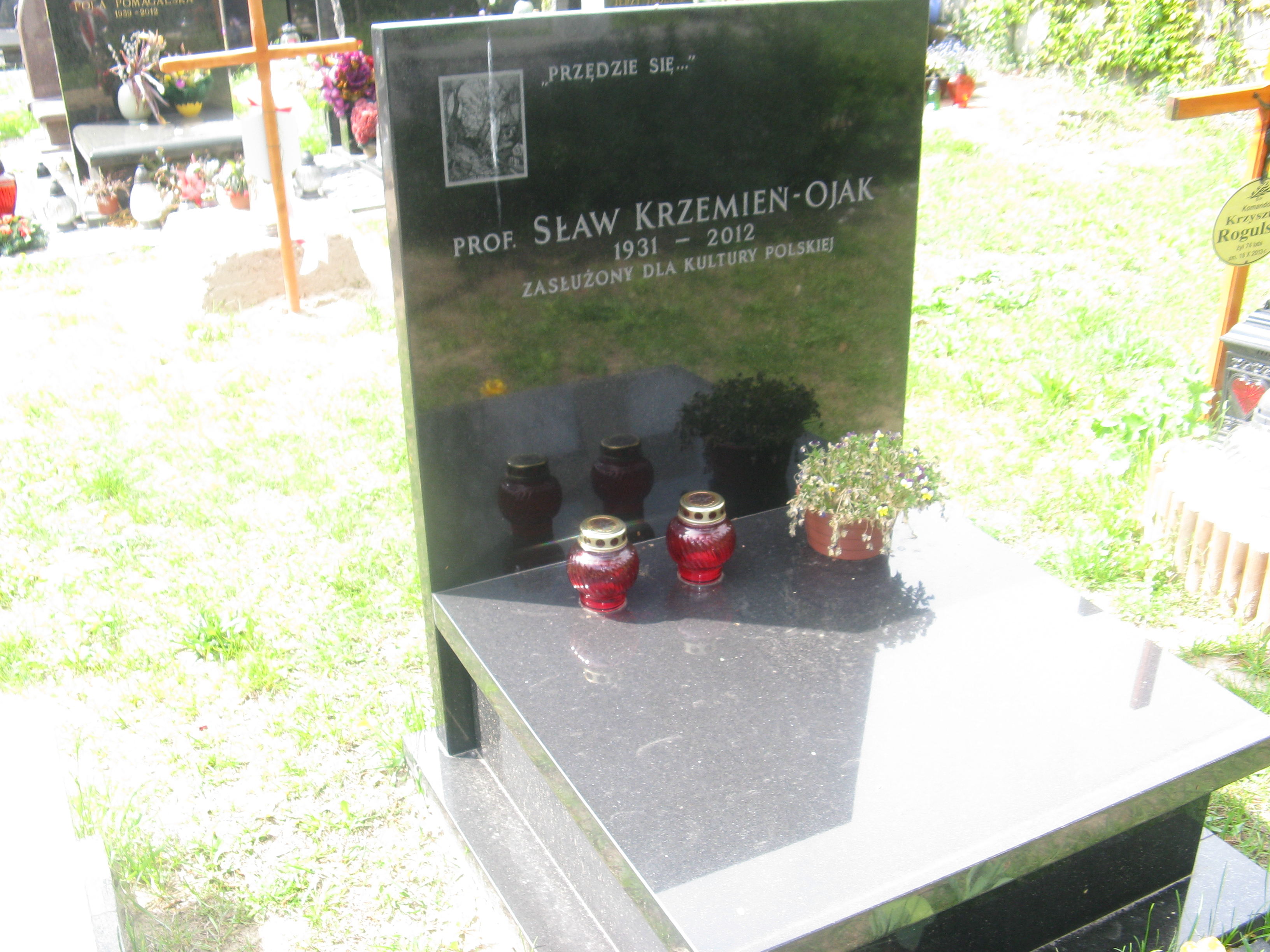
Grób Sława Krzemienia-Ojaka na Cmentarzu Wojskowym na Powązkach

Sław Krzemień-Ojak (ur. 3 lutego 1931, zm. 3 listopada 2012) – polski filozof, tłumacz i znawca filozofii włoskiej.
Ukończył studia w 1954 na UW, doktorat uzyskał w 1961, habilitował się w 1975 PAN, profesorem nadzwyczajnym został w 1983. Pochowany na cmentarzu Powązki Wojskowe w Warszawie (kwatera D24-1-2).

## Wybrane publikacje
- Problem wartości sztuki w estetyce H. Taine’a (1961)
- Realizm: narodziny pojęcia i krystalizacja doktryny (1962)
- Zagadnienia współczesnej kultury (1965, 1969)
- Taine (1966)
- Vico (1971)
- Kultura, polityka, wychowanie (1972)
- Labriola (1975)
- Benedetto Croce i marksizm (1975)
- Studia z dziejów estetyki polskiej 1918-1939 (redakcja; 1975)
- Studia o współczesnej estetyce polskiej (redakcja; 1977)
- Antonio Gramsci. Filozofia. Teoria kultury. Estetyka (1983)
- Kultura i sztuka u progu XXI wieku (redakcja; 1997)
- Przyszłość języka (redakcja; 2001)
- Wiedza o kulturze: kultura i przyszłość. Zakres podstawowy i rozszerzony: podręcznik dla liceum ogólnokształcącego, liceum profilowanego i technikum (praca zbiorowa; 2005)